# Push the Sky Away
| Recensione | Giudizio |
| ---------- | -------- |
| AllMusic   | [ 1 ]    |

Push the Sky Away è il quindicesimo album del gruppo Nick Cave and the Bad Seeds, pubblicato il 19 febbraio 2013 per l'etichetta del gruppo Bad Seeds Ltd.

## Il disco
L'uscita del disco è stata anticipata il 3 dicembre 2012 da quella del singolo We No Who U R.
In contemporanea sono uscite due versioni deluxe con un libretto allegato. La prima contenente un DVD con due brani inediti, l'altra un singolo 7" con i due brani.

## Tracce
I brani sono stati scritti da Nick Cave e Warren Ellis, tranne dove indicato.
1. We No Who U R – 4:04
2. Wide Lovely Eyes – 3:40
3. Water's Edge – 3:49 (musica: Nick Cave, Warren Ellis, Thomas Wydler)
4. Jubilee Street – 6:35
5. Mermaids – 3:49
6. We Real Cool – 4:18
7. Finishing Jubilee Street – 4:28 (musica: Nick Cave, Warren Ellis, Thomas Wydler)
8. Higgs Boson Blues – 7:50
9. Push the Sky Away – 4:07

## Formazione
- Nick Cave – voce, pianoforte, tastiere
- Warren Ellis – violino, viola, chitarra, flauto, sintetizzatore, tastiere, loop, cori
- Martyn P. Casey – basso (tracce 1–6, 8), cori
- Barry Adamson – basso (tracce 7, 9), cori
- Conway Savage – voce, cori
- Thomas Wydler – batteria, voce
- Jim Sclavunos – percussioni, voce